# 무네요시 친왕
무네요시 친왕(宗良親王, むねよししんのう/むねながしんのう)은 일본 가마쿠라 시대 후기부터 남북조 시대에 걸쳐 활약했던 황족이다. 고다이고 천황(後醍醐天皇)의 아들이다. 어머니는 니죠 타메코(二条為子). 일품 중무경(一品中務卿). 천태좌주. 남조의 정이대장군(征夷大将軍) 혹은 정동장군. 동모형제로 타카요시 친왕(尊良親王), 이복 형제로 모리요시 친왕(護良親王), 가네요시 친왕(懐良親王), 나리요시 친왕(義良親王, 고무라카미 천황) 등. 시나노노미야(信濃宮), 오오쿠사노미야(大草宮), 가사카노미야(幸坂の宮, 비호자가 된 가사카 씨 에서 유래)이라고 불렸다. 법명은 존징 법친왕(尊澄法親王).
니조파의 대표적 가인으로 남조 가단의 중심 인물이었으며, 칙찬 와카집 《신요와카슈》(新葉和歌集)의 찬자를 맡았던 것 외에, 친왕 자신의 개인 가집으로 《이화집》(李花集)이 있다.

## 생애

### 『신요와카슈』 완성까지
일본에서 와카를 장기로 하는 가도(歌道) 집안이었던 니조 가(二条家) 출신의 어머니에게서 태어났고, 그런 이유에서인지 어릴 적부터 와카에 친숙하였다.
생년은 오초(応長) 원년(1311년)이다. 일찌기, 이시다 요시사다(石田吉貞)가 돈아(頓阿)의 『초암집』(草庵集) 및 《공경보임》(公卿補任) ・ 《신요와카슈》 서문 등의 기술을 조합해, 쇼와(正和) 원년(1312년)으로 보는 설을 주창하고 있었다. 그러나, 히라타 도시하루(平田俊春)가 교왕호국사본(教王護国寺本) 《천태좌주기》(天台座主記)에 겐토쿠(元徳) 2년(1330년) 천태좌주 보임시에 세는 나이 20세였다고 기록된 것을 발견하고, 이를 역산하여 오초 원년(1311년)임을 보였다.
묘호인(妙法院)에 들어가 쇼추 2년(1325년) 묘호인의 몬제키를 계승하였다. 이어 겐토쿠 2년(1330년)에는 천태좌주로 임명되었으나, 아버지 고다이고 천황이 가마쿠라 막부 타도를 기도했다 실패한 겐코의 변(元弘の変)으로 체포되었고, 사누키 국에 유배되었다.
이후 오키에 유배된 아버지 고다이고 천황이 오키를 탈출하는데 성공하고, 이어 아시카가 다카우지나 구스노키 마사시게 등의 호응으로 가마쿠라 막부 타도에 성공했다. 겐무 신정(建武新政)이 시작되고 무네요시 친왕은 다시 천태좌주가 되지만, 겐무 신정이 붕괴되고 남북조의 대립이 본격화되자 환속하여 무네요시(宗良)를 자칭해, 야마토 국(大和国) 요시노(吉野, 나라 현)의 남조측에 서서 활약하게 된다. 엔겐(延元) 3년/랴쿠오(暦応) 원년(1338년)에는, 나리요시 친왕(義良親王)과 함께 기타바타케 지카후사(北畠親房)에게 받들어져서 이세 국 오미나토(大湊, 미에현 이세시)로부터 무쓰 고쿠후(陸奥国府, 무쓰 국 료 산으로 지금의 일본 후쿠시마 현 다테 시)로 건너 가려고 하지만, 좌초되는 바람에 도토미 국(遠江国, 시즈오카 현 서부)에 표착, 이이노야(井伊谷)의 호족 이이 유키타다(井伊行直)에게 의지하였다.
고코쿠(興国) 원년/랴쿠오 3년(1340년)에 아시카가측의 고노 모로야스(高師泰) · 니키 요시나가(仁木義長) 등의 공격으로 이이노야 성(井伊谷城)이 떨어지고 에치고(越後, 니가타 현)의 데라하마(寺泊, 지금의 니가타 현 나가오카 시)나 엣추(越中, 도야마 현의 방생진 즉 도야마현 이미즈 시) 등에 머무른 뒤 고코쿠 5년/고에이 3년(1344년)에 시나노국(信濃, 나가노 현) 이나 군(伊那郡)의 호족 가사카 다카무네(香坂高宗, 사노 씨의 지류인 모치즈키 일족)의 초대로 오가와라(大河原, 현· 나가노 현 오시카 촌)에 들어갔다.
무네요시 친왕은 이 땅을 분추(文中) 2년/ 오안(応安) 6년(1373년)까지 약 30년간 거점으로 삼았고 ‘시나노노미야’(信濃宮)라고 불리게 된다. 그 사이에 고즈케(上野)이나 무사시(武蔵)에도 출진해, 스루가(駿河, 시즈오카 현)나 가이(甲斐, 야마나시 현)로도 발을 들인 적이 있음이 「신요와카슈」나 무네요시 친왕의 개인 노래집 「이화집」을 통해 밝혀졌다. 거점이 된 오가와라는 이이노야(이이 씨)에 속해 남쪽으로 내리면 이이노야(이이 씨)에서 도카이 지방으로, 북상하면 하세, 후술할 무네요시 친왕이 마지막을 맞이했다고 전하는 지역 가운데 하나를 경유해 스와(스와 씨)나 간토로 통하는 위치에 있어, 일본에서는 일명 「남조의 길」(南朝の道)이라고도 불리는 후의 아키바 가도(秋葉街道)의 중심에 위치하고 있었다. 때문에, 열세가 계속되던 남조측에 있어서는 가장 중요한 거점이 되어, 각지에서 격파된 남조측 무사들(닛타 일문 등)이 도망쳐 오는 일도 많았다.
쇼헤이 6년/간노 2년(1351년)에 아시카가 타카우지가 일시적으로 남조에 항복한 쇼헤이 일통 때에는, 닛타 요시오키나 닛타 요시무네와 함께 가마쿠라를 점령한다. 다음 쇼헤이 7년/분화 원년( 1352년 )에는 고무라카미 천황으로부터 세이이타이쇼군(征夷大将軍)에 임명되었지만, 무사시노 합전에 패한 것으로, 결국 가마쿠라 점령은 지속되지 못했고, 에치고에서 재기를 도모했지만 그것마저도 여의치 않아 다시 오가와라 땅으로 돌아왔다. 같은 해, 기타바타케 아키요시(北畠顕能), 구스노키 마사유키(楠木正儀) 등 남조 군세가 입경하고, 북조의 고곤 천황 등을 감시하에 두게 되자, 고무라카미 천황의 귀경을 지원하기 위해 시나노의 남조 세력을 결집해 출립하려 했으나(『태평기』) 아시카가 다다요시(足利直義)가 교토를 회복해, 실현되지 못했다. 쇼헤이 10년/분화 4년(1355년) 스와 씨( 스와 직뢰 )나 스와 신당(諏訪神党) · 니시나 씨(仁科氏) 등을 결집해, 북조의 시나노 슈고 오가사와라 나가모토(小笠原長基)와 기쿄가하라(桔梗ヶ原)에서 결전을 벌였으나 패해, 유력 씨족의 이반으로 남조의 세력은 대폭 줄어버렸다.
덧붙여 기쿄가하라 전투라는 전투가 존재했는지 여부에 관해서는, 스와 다이샤 권축(権祝)의 가계인 야지마 씨(矢島氏)의 「야지마 문서」(矢島文書) 등 극소수의 자료 밖에 기술이 없어, 확정된 사실은 아니다. 다만, 당시의 기본 자료인 원태력(園太暦)에는 「시나노에서의 전란」에 관한 기술이 있어, 이 시기에 「수도에까지 소식이 전해질 정도의 규모의 싸움(또는 전란)」이 있었던 것은 확실하며, 또 그 후의 남조측(다다요시파를 포함)의 활동이 정체되어 잠잠해지는 등의 방증을 통해, 그 싸움이 남조측의 패배였음도 거의 확실시되고 있다.
오가와라 땅에서 여전히 시나노의 남조측 세력 재건을 도모했다고 생각되지만, 쇼헤이 24년/오안 2년(1369년)에는 시나노 수호를 겸하는 간토 관령(関東管領) 우에스기 도모후사(上杉朝房)의 공격을 받아 분추 3년/ 오안 7년(1374년), 끝내 세를 만회하지 못한 채 36년 만에 요시노로 돌아왔다. 이 무렵부터 남조측 가인들의 와카를 모은 노래집의 편집을 개시하고 있었지만, 다시 출가한다. 무네요시 친왕이 편집하고 있던 그 노래집은 처음에는 무네요시 개인이 주도하던 사적인 것이었지만, 조케이 천황(長慶天皇)은 그것을 칙찬집에 준하게 하도록 명하였다. 고와(弘和) 원년/에이토쿠(永徳) 원년(1381년)에 완성된 《신요와카슈》이다.

### 만년

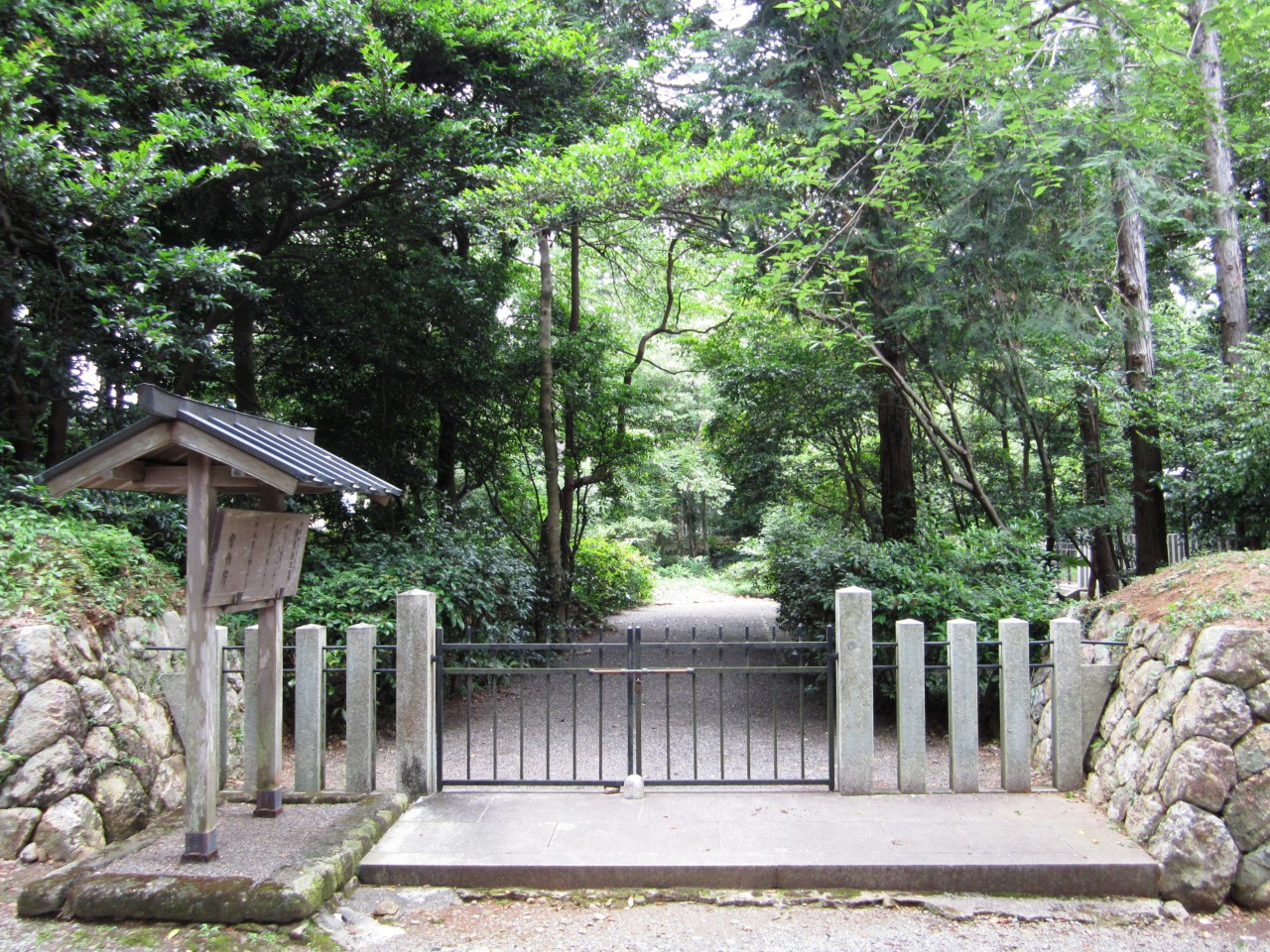
일본 시즈오카 현 하마마쓰 시 기타 구 이사마치 이이노야의 무네요시 친왕의 묘

만년에 대해서는, 「신요와카슈」 선집이 거의 끝났다고 생각되는 덴주(天授) 4년/에이와(永和) 4년(1378년)에 오가와라로 한 번 돌아온 것이 판명되고 있지만, 고와(弘和) 원년/에이토쿠(永徳) 원년(1381년) 요시노로 돌아와 『신요와카집』을 조케이 천황에게 봉람한 이후에는 확실한 기록이 남아 있지 않다.
종언 장소에 대해서는, 덴분(天文) 19년(1550년)에 작성된 교토 다이고지 소장 「大草の宮の御哥」라는 제목의 고문서의 기술로부터, 오랫동안 친왕 자신의 거점이었던 시나노 국 오가와라에서 세상을 떠났다고 하는 설이 유력하다고 되어 있다(일본 도쿄대학 사료 편찬소가 다이고지 문서에서 발췌한 「산보인 문서」三宝院文書). 한편, 남조소운록(南朝紹運録)과 남산순수록(南山巡狩録)에서는 겐추 2년/시토쿠 2년(1385년) 8월 10일에 도토미 이이노야 성에서 무네요시 친왕이 세상을 떠났다고 기록되어 있다.
또 1940년(쇼와 15년) 나가노 현 쇼후쿠지(常福寺)에 있는 무네요시 친왕의 존상의 복장 유물로 발견된 쇼후쿠지 문서(常福寺文書)에, 겐추 2년/지토쿠 2년(1385년) 8월에 오가와라에서 스와의 오오호리 씨(大祝氏)에게로 향하는 도중의 고갯길에서 전사했다는 이리노야 향(入野谷郷, 현· 나가노 현 이나 시 하세 시 노세)설이 있다. 이리노야에서는 메이지 시대 중반에 십육변 국화 문장과 무네요시 친왕의 법명인 '손징 법친왕'이라는 문자가 새겨진 무봉탑(無縫塔)이 발견되었다. 쇼후쿠지 문서는 한때 이 땅에 있던 텐다이 천태종 고찰 대덕왕사(大徳王寺)의 주지 손인(尊仁)이 에도 시대에 남긴 것으로 되어 있다.
그 외에 나미아이(浪合), 가와치(河内)의 야마다(山田), 미노 국(美濃国) 사카노시타(坂下, 현· 일본 기후 현 나카쓰가와 시 사카노시타), 나아가 에치고나 엣추에서 세상을 떠났다는 하는 설도 있다.
야나기하라 노리미쓰(柳原紀光)의 속사우초(続史愚抄)에는, 남조소운록(南朝紹運録)이나 이리노야설과 같은 겐추 2년/지토쿠 2년(1385년) 8월에 사망하였다고 기록되어 있어, 가잔인 나가치카(花山院長親)의 경운백수(耕雲百首)에 있는 '고 신슈 대왕'(故信州大王)이라는 설명에서 겐추6년/고오 원년(1389년) 이전에 몰린 것을 알 수 있다.
1873년(메이지 6년), 일본의 메이지 신정부는 시즈오카 현의 이 이이노야노미야 분묘를 무네요시 친왕의 능묘로 공인했다. 나가노 현 오카 촌 오가와라의 부자와(釜沢)에 있는 보협인탑도 무네요시 친왕의 무덤으로 전해지고 있으며, 미노 국 에나 군(恵那郡) 다카야마(高山, 현 기후현 나카츠가와 시)에도 친왕의 것이라 전하는 무덤이 있다.

## 후원
무네요시 친왕의 아들로는 에치고 무라야마 씨(村山氏)에 의해 옹립되었던 메이코노미야(明光宮)와, 이름을 알 수 없는 시나노에서 병사한 아들이 있었다고 한다.

### 유키요시 친왕에 대해서
유키요시 친왕(尹良親王)은 무네요시 친왕이 이이노야에 머무르던 도중에 미치마사(道政)의 딸 시게코(重子, 스루가노히메駿河姫)와의 사이에 태어났다고 전해진다(『찬집어계도』 『나미아이키』 『이이 가 계도』). 역사학의 입장에서는 그의 실재를 의문시하는 의견이 많고, 어디까지나 에도 시대에 작성된 군키모노가타리 속의 존재일 뿐이라고 여겨지고 있다.
나미아이키 등에 따르면 남조측으로서 아버지 뒤를 이어 각지를 전전했고, 겐지 성을 받아 고다이고 겐지의 시조가 되었으며 동시에 세이이타이쇼군으로 임명되었다고 전해진다. 그 후예라 칭하는 오하시 씨(大橋氏)가 료 산 신사(霊山神社)의 우지코 소다이가 되었다. 료 산 신사는 기타바타케 아키이에(北畠顕家)를 모신 신사로, 메이지 천황이 선정한 별격 관폐사(別格官幣社)로 겐무 중흥 15사(建武中興十五社) 중 하나이다.
윤요 친왕 전설은 아시카가 다다요시가 지쿠 우소(知久祐超)의 딸(혹은 여동생)을 첩으로 삼아 낳은 「유키요시」(之義)의 전설을 토대로 한다고 한다. 그러나, 「속본조통감」에 인용된 시나노 향담(信濃郷談)에 의하면, 아시카가 유키요시의 전설은 신용하기 부족하며 「즉 유키요시는 무네요시의 아들일까」(則之良蓋宗良子乎)라고 적고 있어, 엄밀하게는, 처음에 무네요시 친왕의 아들이라는 전승이 있었고, 그것과 가마쿠라 오조시(鎌倉大草子)에 기록되는 「고와 연간에 나미아이에서 전사하신 남조의 어느 왕자(미야)」가 지쿠 씨(知久氏)에 의해 아시카가 유키요시의 전승으로 변화(이 경우 유키요시의 전사는 오에이 3년 3월 24일(1396년 5월 2일)로 여겨진다)하고, 최종적으로 유키요시 친왕 전설이 되었다고 여겨진다.

## 계도
틀:皇室南北朝

## 등장 작품
TV 드라마
- 『태평기』(1991년 NHK 대하 드라마) : 야가미 토쿠유키

## 같이 보기
- 고다이고 겐지 : 겐무 중흥을 이룬 고다이고 천황의 손자인 유키요시 친왕이 지토쿠 3년( 1386년 )에 미나모토노 아손이라는 가바네를 받은 데서 시작한다고 전해지고 있다.
- 히무로 씨(氷室氏)： 유키요시 친왕의 손자가 오와리 국의 쓰시마(津島)에서 사가로 들어가 신직으로서 계보를 전했다고 하고 있다.
- 오하시 씨 : 모계로 그 후예라 칭한다
- 겐무 신정
- 양통 건립
- 다이카쿠지 왕통
- 타카요시 친왕

## 참고 문헌
- 稲田, 利徳 (1984). “「草庵和歌集」の哀傷歌の世界 配列・構成・追悼対象など”. 《岡山大学教育学部研究集録》 (岡山大学教育学部) 66 (1): 1–19. 다음 글자 무시됨: ‘和書’ (도움말)

### 내용주
1. 1 2  가마쿠라 시대(鎌倉時代) ・ 남북조 시대(南北朝時代)에 대한 연구가 진전되기 전에는 「무네나가」(むねなが)라고 읽는 경우도 많았다. 자세한 것은 아들들의 이름 읽는 법을 참조하시오.